# 走水神社 (横須賀市)
走水神社（はしりみずじんじゃ）は、神奈川県横須賀市走水にある神社である。三浦半島の東端近く、東京湾にほど近い場所に位置する。

## 祭神
- 日本武尊
- 弟橘媛（1909年合祀）

## 歴史
当社の創建年代等については火災などにより明らかでないが、言い伝えでは日本武尊が東征の途上に当地から浦賀水道を渡る際、自分の冠を村人に与え、村人がこの冠を石櫃へ納め土中に埋めて社を建てたのが始まりという。
『古事記』『日本書紀』では、日本武尊が相模から上総に向かった際にどこを通ったか具体的な地名についての言及はないが、『日本書紀』は、景行天皇53年10月条に景行天皇東国巡狩のことを載せ、海路より淡水門に渡ったと記されている。この際も地名は記されてはいないが、律令制の東海道は当地から浦賀水道を渡って上総国に入ることから、景行天皇は当地から淡水門に向かったとし、日本武尊を追慕しその通った道筋を追ったのであるから、日本武尊の東征において浦賀水道を渡る際も当地を通ったともしている。
上総国へ船出した日本武尊は、海上で暴風雨に遭い、弟橘媛が海へ身を投じて暴風雨を鎮めた。数日後、海岸に弟橘媛の櫛が流れつき、村人は旗山崎（御所ヶ崎）に社を建てて櫛を納めたとされる。この社が弟橘媛を祀る橘神社であったが、明治18年（1885年）に旗山崎が軍用地になり走水神社境内へ移され、その後明治42年（1909年）に合祀された。

## 境内
- 稲荷神社
- 三社（須賀神社・神明社・諏訪神社）
- 別宮：弟橘媛命に殉じた侍女を祀る。
- 水神社（河童大明神）：走水に伝わる河童伝説に因んで祀られる。
- 弟橘媛命記念碑：1910年、東郷平八郎、乃木希典らが建立。恒久王妃昌子内親王筆
- 機械水雷：1910年に奉納された、日露戦争戦利品のロシア製機械水雷。
- 包丁塚：1973年、当地で大伴黒主が日本武尊に料理を献じて喜ばれた故事に因み、建立。
- 舵の碑：1975年、弟橘媛が荒海を鎮めた故事に因み、航海の安全を祈念して建立。

## 祭事
- 祈年祭：3月上旬の日曜日
- 夏季例祭（天王祭）：7月第二土曜日
- 例祭（秋季例大祭）：10月15日

## 所在地・交通
神奈川県横須賀市走水2-12-5
- 京浜急行バス須24系統、堀24系統乗車「走水神社」バス停下車

## 関連文献
- 「衣掛庄 走水村 走水権現社」『大日本地誌大系』 第40巻新編相模国風土記稿5巻之115村里部三浦郡巻之9、雄山閣、1932年8月。NDLJP:1179240/165。